# 趙明欽
趙明欽（1593年11月1日—1619年），字淳安，浙江金華府東陽縣環清里人，明朝政治人物。

## 生平
趙明欽萬曆三十七年（1609年）以《詩經》中舉人第十六名，次年（1610年）會試聯捷第二百八十六名，登二甲進士，獲授工部營繕司主事，監督畿城節省十分七費用，得賜表裏加品服。四十三年（1615年）時和行人鍾惺到貴州典試，回程期間去世。

## 家族
曾祖趙繼魏，祖父趙祖昭，父親趙賢支，母親蔡氏。